# Seznam poliedrov po številu oglišč
Seznam poliedrov po številu oglišč vsebuje poliedre razporejene po številu oglišč. Poliedri izhajajo iz družin platonskih teles, arhimedskih teles, Catalanovih teles in Johnsonovih teles. Vključena so tudi telesa z diedrsko simetrijo, kot so piramide, bipiramide, antiprizme in trapezoedri. 
Poliedri z različnimi imeni, ki so topološko enaki, so navedeni skupaj.
V prvem stolpcu levo je napisano število oglišč.
| 4  | tetraeder tristrana piramida          |                                                               |                                                               |                                        |                                        |                                  |
| 5  | kvadratna piramida                    |                                                               |                                                               |                                        |                                        |                                  |
| 6  | petstrana piramida                    | oktaeder (pravilni) tristrana antiprizma kvadratna bipiramida | tristrana prizma klin                                         |                                        |                                        |                                  |
| 7  | šeststrana piramida                   | petstrana bipiramida                                          | povečana tristrana prizma                                     | podaljšana tristrana piramida          |                                        |                                  |
| 8  | sedemstrana piramida                  | šeststrana bipiramida                                         | kocka kvadratna prizma kvader romboeder tristrani trapezoeder | kvadratna antiprizma                   | triakisni tetraeder                    | podaljšana tristrana bipiramida  |
| 8  | girobifastigij                        | prirezan disfenoid                                            | dvojno povečana tristrana prizma                              |                                        |                                        |                                  |
| 9  | tristrana kupola                      | trojno povečana tristrana prizma                              | podaljšana kvadratna piramida                                 | giropodaljšana kvadratna piramida      | trojno izginjajoči ikozaeder           |                                  |
| 9  | osemstrana piramida                   | sedemstrana bipiramida                                        |                                                               |                                        |                                        |                                  |
| 10 | enajststrana piramida                 | osemstrana bipiramida                                         | petstrana prizma                                              | petstrana antiprizma                   | giropodaljšana kvadratna bipiramida    | Elongated square bipyramid       |
| 10 | dvojno metaizginjajoči ikozaeder      | povečan trojno izginjajoč ikozaeder                           | sfenokorona                                                   |                                        |                                        |                                  |
| 11 | desetstrana piramida                  | devetstrana bipiramida                                        | povečana petstrana prizma                                     | podaljšana petstrana piramida          | giropodaljšana petstrana piramida      | povečana sfenokorona             |
| 11 | oktadekaeder                          |                                                               |                                                               |                                        |                                        |                                  |
| 12 | podaljšana petstrana bipiramida       | prisekan tetraeder                                            | kubooktaeder                                                  | kvadratna kupola                       | tristrana dvojna ortokupola            | dvojno povečana petstrana prizma |
| 12 | Hendecagonal pyramid                  | ikozaeder                                                     | desetstrana bipiramida                                        | šeststrana prizma                      | šeststrana antiprizma                  | sfenomegakorona                  |
| 13 | desetstrana piramida                  | dvojna enajstkotna piramida                                   | povečana šeststrana prizma                                    |                                        |                                        |                                  |
| 14 | trojna desetstrana piramida           | dvojna dvanajststrana piramida                                | podaljšana šeststrana dipiramida                              | sedemstrana prizma prism               | sedemstrana antiprizma                 | Rhombic dodecahedron             |
| 14 | dvojno parapovečana šeststrana prizma | dvojno meta povečana prizma                                   | hebesfenomegakorona                                           | dvojna luna rotunda                    |                                        |                                  |
| 15 | štirinajststrana piramida             | štirinajststrana bipiramida                                   | petstrana kupola                                              | podaljšana tristrana kupola            |                                        |                                  |
| 15 | giropodaljšana tristrana kupola       |                                                               |                                                               |                                        |                                        |                                  |
| 16 | osemstrana prizma                     | osemstrana antiprizma                                         | trojno povečana šeststrana prizma                             | povečan prisekan tetraeder             | dvojna kvadratna ortokupola            | dvojna kvadratna girokupola      |
| 16 | disfenocingul                         | prirezana kvadratna antiprizma                                |                                                               |                                        |                                        |                                  |
| 17 |                                       |                                                               |                                                               |                                        |                                        |                                  |
| 18 | Enneagonal prism                      | devetstrana antiprizma                                        | dvojna giropodaljšana tristrana kupola                        | dvojno podaljšana tristrana ortokupola | dvojna podaljšana tristrana girokupola | tristrana hebesfeno rotunda      |
| 19 |                                       |                                                               |                                                               |                                        |                                        |                                  |
| 20 | dodekaeder                            | petstrana rotunda                                             | podaljšana kvadratna kupola                                   | giropodaljšana kvadratna kupola        | dvojna petstrana ortokupola            | dvojna petstrana girokupola      |
| 20 | desetstrana prizma                    | desetstrana antiprizma                                        |                                                               |                                        |                                        |                                  |
| 21 | povečan dodekaeder                    |                                                               |                                                               |                                        |                                        |                                  |
| 22 | dvojno parapovečan dodekaeder         | dvojno metapovečan dodekaeder                                 |                                                               |                                        |                                        |                                  |
| 23 | trojno povečan dodekaeder             |                                                               |                                                               |                                        |                                        |                                  |
| 24 | triakisni oktaeder                    | tetrakisni heksaeder                                          | Deltoidal icositetrahedron                                    | dvojno podaljšana kvadratna girokupola | dvojno podaljšana kvadratna kupola     |                                  |